# Tanda (India)
Tanda is een stad en gemeente in het district Rampur van de Indiase staat Uttar Pradesh. 

## Demografie
Volgens de Indiase volkstelling van 2001 wonen er 40.009 mensen in Tanda, waarvan 53% mannelijk en 47% vrouwelijk is. De plaats heeft een alfabetiseringsgraad van 36%. 